# Université d'Europe centrale
Pour les articles homonymes, voir CEU.
L'université d'Europe centrale (Central European University [ˈsentrəl ˌjʊərəˈpiːən ˌjuːnɪˈvɜːsɪti] ou Közép-európai Egyetem [ˈkøze:pɛuɾo:pɒi ˈɛɟɛtɛm], CEU) est l'une des universités de Budapest, fondée en 1991 à l'initiative de George Soros. Il s'agit d'une université anglophone, accréditée à la fois aux États-Unis et en Hongrie. Depuis 2019, ses bâtiments principaux sont situés à Vienne, en Autriche. À Budapest, ils sont localisés à proximité de la basilique Saint-Étienne de Pest, quartier Lipótváros, Nádor utca.

## Historique

### Les origines
L'université d'Europe centrale est le résultat d’une série de séminaires tenus à Dubrovnik avant 1989. L'établissement est fondé en 1991 à Budapest dans un contexte marqué par les transitions politiques et économiques des pays de la région ainsi que de l'Europe orientale et de l'URSS. Il s'agit alors de créer un établissement de formation et de recherche consacré à l'étude des mutations induites par l'effondrement du communisme et l'avènement du libéralisme. L'objectif des fondateurs est de favoriser l'émergence d'une élite centre-européenne favorable à la démocratie libérale et à la coopération inter-régionale.

### Le développement de l'université actuelle
Après dix ans d’existence, l'université a élargi la portée de son objectif du niveau régional au niveau mondial, avec une attention particulière donnée à la démocratisation et aux Droits de l’Homme partout sur le globe. Depuis, l'université développe une approche académique distincte, combinant les analyses régionales avec une perspective internationale, mettant l’accent sur la recherche comparative et interdisciplinaire afin de générer de nouvelles initiatives tant au niveau académique qu’à celui des politiques publiques, et de promouvoir la bonne gouvernance et l’État de droit.
L'université d'Europe centrale compte désormais plus de 1 500 étudiants d’une centaine de pays différents et 300 membres du corps académique provenant d’une trentaine de pays. La majorité des étudiants de l'institution reçoivent une aide, partielle ou entière, grâce aux 400 millions d’euros de dotation de la part du cofondateur de l’université, George Soros.

## Organisation

### Fonctionnement
L'université d'Europe centrale est organisée comme une institution américaine, gouvernée par un conseil d’administration et une charte du Conseil des régents de l’université de l'État de New York, représentant le Département d'éducation de l’État de New York. Aux États-Unis, l'université est accréditée par la Commission de l'enseignement supérieur de l'Association des universités et écoles des États méridionaux. En Hongrie, elle est reconnue officiellement comme une université privée, accréditée par le Comité hongrois d'accréditation depuis 2004. En avril 2017, cette accréditation est remise en question par une loi hongroise exigeant des établissements d'enseignement étrangers qu'ils offrent un cursus similaire dans leur pays d'origine, et que la délivrance en Hongrie d'un diplôme d'un État fédéral fasse l'objet d'un accord avec l'administration fédérale (alors que l'enseignement supérieur est du ressort des États américains),. La Commission européenne lance alors contre la Hongrie une procédure d'infraction pour cette loi jugée non respectueuse de la liberté académique,.

## Enseignement et recherche

### Formation
L'université d'Europe centrale offre des formations de second et troisième cycle dans les domaines des sciences sociales, humanités, droit, politiques publiques, commerce et management, sciences environnementales et mathématiques.

## Vie étudiante

### Bibliothèque universitaire
La bibliothèque de l'université est l’une des meilleures bibliothèques anglophones d’Europe centrale, dotée d’un site internet interactif et de collections sous forme numérique dans les domaines des sciences sociales et des humanités. La bibliothèque contient plus de 255 000 documents dans des formats variés, et permet d’accéder à une vaste sélection de bases de données académiques.
Les archives de l’Open Society sont parmi les premières sources de recherches sur la Guerre froide au monde, avec 7 000 mètres de matériaux liés à la vie politique, sociale, économique et culturelle de l’ère communiste. La collection de l’Open Society contient une archive très fournie des rapports et transcriptions de Radio Europe Libre/Radio Liberté, ainsi que la plus dense collection de littérature souterraine de l’Europe centrale et orientale sous le communisme au monde. Les archives regroupent aussi une quantité grandissante de documents écrits et audiovisuels liés aux droits de l’homme et aux crimes de guerre.

## Personnalités liées à l'université

### Responsables politiques
- Lívia Járóka, politicienne hongroise issue de la minorité Rrom, membre du Parlement européen
- Romaniţa Iordache, militante roumaine luttant en faveur des droits de l’Homme
- Monica Macovei, ministre de la Justice roumaine
- Ľudovít Ódor, économiste et homme politique slovaque
- Andrei Oișteanu, historien et ethnologue roumain
- Mailis Reps, ministre de l’Enseignement et de la Recherche estonien

### Universitaires, chercheurs
- Shlomo Avineri, sciences politiques
- Aziz Al-Azmeh, études orientales
- Péter Balázs, relations internationales, ministre des Affaires étrangères hongrois
- Lajos Bokros, politiques publiques, ministre des Finances de Hongrie
- Wai Chee Dimock, études anglaises et américaines
- Cole Durham, droit
- Yehuda Elkana, histoire des sciences
- Allen Feldman, anthropologie culturelle
- Patrick Geary, histoire
- Ernest Gellner, philosophie et socio-anthropologie
- Herbert Gintis, sciences économiques
- Gabriel Gorodetsky, études russes
- Péter Hanák, histoire
- Elemér Hankiss, sociologie
- Donald Horowitz, droit et sciences politiques
- Julius Horvath, sciences économiques
- John Doyle Klier, histoire
- Don Kalb, sociologie et socio-anthropologie
- János Kis, philosophie politique
- János Kornai, sciences économiques
- Will Kymlicka, théorie politique
- Michael Miller, études du nationalisme
- Ľudovít Ódor, économie
- Wiktor Osiatyński, droit
- Anton Pelinka, sciences politiques
- Istvan Perczel, études médiévales
- Steven Plaut, sciences politiques et relations internationales
- Alfred J. Rieber, histoire
- Howard Robinson, philosophie
- Jacek Rostowski, économie, ministre des Finances de Pologne
- Michael Roes, philosophie et anthropologie
- Robert Sauer, économie
- Diane Stone, politiques publiques
- Diana Ürge-Vorsatz, sciences environnementales, membre de l’IPCC
- Tibor Várady, droit

### Intellectuels, journalistes, écrivains, artistes
- Anna Brzezińska, auteure polonaise
- Ruxandra Cesereanu, poète, essayiste, nouvelliste, romancier et critique littéraire roumain
- Jasna Koteska, auteur et psychanalyste macédonien